# Stare Miasto (powiat Koniński)
Stare Miasto is een dorp in de Poolse woiwodschap Groot-Polen. De plaats maakt deel uit van de gemeente Stare Miasto en telt ca. 1500 inwoners.